# Rokytov
Rokytov (in ungherese Rokító, in tedesco Reicholdsdorf) è un comune della Slovacchia facente parte del distretto di Bardejov, nella regione di Prešov.

## Storia
Il villaggio è citato per la prima volta nel 1295. All'epoca vigeva nella località il diritto germanico. Nel 1414 entrò a far parte dei possedimenti della Signoria di Makovica. 
Il nome del villaggio deriva dalla parola slovacca “rak” cioè granchio.